# Инвестиционный процесс
Инвестиционный процесс (англ. investment process) — совокупность процедур инвестора, определяющего виды инвестиционных активов, размер своих инвестиций и срок осуществления инвестиций.

## Определение
Согласно американскому профессору Уильяму Шарпу инвестиционный процесс — это набор процедур, при помощи которых инвестор определяет в какие рыночные бумаги инвестировать, как велики должны быть инвестиции и в какой момент их следует осуществлять.
По определению ряда экономистов инвестиционный процесс — это процесс вкладывания ресурсов с целью получения какой-либо выгоды.

## Стадии инвестиционного процесса
Инвестиционный процесс может иметь следующие стадии и этапы:
1. Предынвестиционная стадия (определение инвестиционных возможностей, анализ альтернативных вариантов проектов, выбор оптимального проекта, заключение по проекту, принятие решения об инвестировании);
2. Инвестиционная стадия (проведение торгов, выбор подрядчиков, заключение контрактов и договоров подряда, проведение капитальных вложений, строительство объектов, пусконаладочные работы и другое);
3. Операционная стадия (закупка сырья, производство и сбыт продукции (работ, услуг), проведение маркетинговых мероприятий и т. п.);
4. Ликвидационная стадия (определение остаточной и рыночной стоимости активов, реализация или консервация выбывающих активов, устранение негативных последствий осуществления проекта в случае необходимости).